# David Fernández Domingo
Pour les articles homonymes, voir David Fernández et Fernández.
David Fernández Domingo (né le 16 février 1977 à Villaconejos) est un coureur cycliste espagnol, professionnel de 2000 à 2005.

## Palmarès

### Palmarès amateur
- 1996
  - Circuito Guadiana
  - 1re étape du Tour de Valladolid
  - 3e et 5e étapes du Tour de la Communauté de Madrid
- 1998
  - 2e du Tour de Tolède
- 1999
  - 4e et 5e étapes du Tour d'Alicante
  - 3e étape du Tour de Castellón
  - 1re étape du Tour de Tarragone

### Palmarès professionnel
- 2001
  - 2e du GP Llodio
- 2002
  - 3e étape du Tour de Castille-et-León
  - 5e étape du Tour de Burgos
- 2003
  - 2e étape du Grande Prémio Mosqueteros-Ruta del Marqués
- 2005
  - Circuit de Getxo

## Résultats sur les grands tours

### Tour d'Espagne
2 participations 
- 2001 : abandon (7e étape)
- 2004 : abandon (19e étape)

## Classements mondiaux
| Année           | 2005 |
| --------------- | ---- |
| UCI Europe Tour | 122e |